# Jamie Trenité
Jamie Maxim Nolst Trenité (Amsterdam, 25 mei 1990) is een Nederlands presentator.
Trenité is de zoon van actrice Linda van Dyck. Hij deed het atheneum en studeerde politicologie aan de Universiteit van Amsterdam. In zijn jeugd was hij een tennistalent. Trenité was enkele keren tafelheer bij De Wereld Draait Door. In 2017 werd hij een van de presentatoren bij Jules Unlimited. In 2019 was hij als deelnemer te zien in het tv-programma Wie is de Mol?, en was hij de vijfde afvaller samen met Rick Paul van Mulligen.
In september 2019 was Trenité een van de deelnemers aan het RTL 4-programma Dancing with the Stars. Hij moest na twee afleveringen verplicht stoppen nadat hij een breuk opliep in zijn voet. Sinds 2019 is Trenité te zien als reporter in RTL Boulevard en in 2019 en 2020 in datzelfde programma als co-presentator. In 2020 presenteerde Trenité op RTL 5 Pech op de Piste. In 2021 deed hij mee aan de quiz Weet ik veel en het realityprogramma Special Forces VIPS. In 2022 was Trenité te zien als dragqueen in het televisieprogramma Make Up Your Mind. In datzelfde jaar deed Trenité mee aan de kerstspecial van het televisieprogramma De Alleskunner VIPS waar hij als eerste afviel en daarmee als veertiende eindigde. Vanaf september 2023 presenteert hij het Talpa TV-programma You Never Walk Alone bij SBS6. Sinds 2024 presenteert Trenité samen met Peter Heerschop de podcast Podje Padel over de sport padel. 